# Hay un límite
«Hay un límite» es una canción de la banda pop rock chileno Aleste fue lanzado en 1993, de su álbum homónimo.

## Video musical
El video musical fue dirigido por Andrés Chapero, lanzado en el programa Más musica de Canal 13.

## Presentaciones en vivo
«Hay un límite» fue presentado por el programa Primer plano en 2010.

## Legado
La canción fue puesto en el número 7 Rock & Pop «20 Años 200 Canciones».
La canción fue utilizada en el cuarto capítulo del programa de Canal 2 Rock & Pop Plan Z en enero de 1997 donde Álvaro Díaz y Pedro Peirano van en el furgón del «Instituto Aplaplac».